# 馬里昂縣 (佛羅里達州)
馬里昂縣（英語：Marion County）是美國佛羅里達州北部的一個縣。面積4,307平方公里。根據美國人口調查局2005年估計，共有人口258,916人。縣治奧卡拉
。
1844年3月14日置縣。縣名紀念美國獨立戰爭軍官，法蘭西斯·馬里昂（Francis Marion） 。